# Ainhoa Aldanondo
Ainhoa Aldanondo Figuer (Saragoça, Espanha) é uma atriz espanhola.

## Biografia
Figuer nasceu em Saragoça, e possui descendência vasca e aragonesa. Estudou balé desde pequena, desde os 8 anos até os 19 no Conservatório de Saragoça e mais tarde, desde os 19 até os 25 com María de Ávila e Ángel del Campo, com quem realizou seus primeiros trabalhos como bailarina.
Mais tarde ela se formou como atriz, ao lado do ator Juan Carlos Corazza , onde ela exerceu uma grande experiência teatral junto de vários diretores de cinema tais como: Joan Ollé Jesús Castejón, Paco Ortega,  Rafael Campos Juan Carlos Corazza e Fritwin Wagner.
De pois, protagonizou um espetáculo ao lado de Jesus Arbués (Un día, una hora), em que recebeu uma nomeação como a maior cena de espetáculo revelação "prémios máximo". A seguir, realizou novamente com o ator  Sergio Peris-Mencheta, no qual fez uma co-protagonização espetacular (Incrementun), com quem ela ganhou a nomeação de prémios "União de atores de Madrid"; como melhor Atriz.

## Teatro
| Ano  | Obra                                            | Diretor                | Notas                                                           |
| ---- | ----------------------------------------------- | ---------------------- | --------------------------------------------------------------- |
| 2014 | Touché                                          | Juan Carlos Corazza    |                                                                 |
| 2013 | Alma de Dios                                    | Jesús Castejón         |                                                                 |
| 2013 | La reina mora                                   | Jesús Castejón         |                                                                 |
| 2012 | La leyenda del beso                             | Jesús Castejón         |                                                                 |
| 2011 | Incrementum                                     | Sergio Peris-Mencheta  | Nomeada como melhor atriz de reparto pela Union de Actores 2012 |
| 2010 | Junk space                                      | Frithwin Wagner-Lippok |                                                                 |
| 2010 | Sueño sin título                                | Juan Carlos Corazza    |                                                                 |
| 2006 | Un día, una hora                                | Jesús Arbúes           | Finalista, melhor espetáculo revelação Premios Max 2006         |
| 2005 | L’hora en que res ne sabiem els uns dels altres | Joan Ollé              |                                                                 |
| 2005 | El aniversario                                  | Pilar Laveaga          |                                                                 |
| 2004 | A lo lejos veo un sueño                         | Alfonso Pablo          |                                                                 |
| 2003 | Lisístrata                                      | Pilar Laveaga          |                                                                 |
| 2003 | Las burlas de las Mujeres                       | Pilar Laveaga          |                                                                 |
| 2002 | Pasiones                                        | Pilar Laveaga          |                                                                 |
| 2002 | Más o menos Shakespeare                         | Rafael Campos          |                                                                 |
| 2002 | Farsa de espectros                              | Cristina Yáñez         |                                                                 |

## Televisão
| Ano  | Série                    | Cadena    |
| ---- | ------------------------ | --------- |
| 2014 | Sin identidad            | Antena 3  |
| 2012 | Hospital Central         | Telecinco |
| 2009 | Sin tetas no hay paraíso | Telecinco |
| 2009 | Hermanos y detectives    | Telecinco |
| 2006 | Alsa Kadula              | Aragón Tv |
| 2006 | Que viene el lobo        | Aragón Tv |

## Cinema
| Ano  | Título                                | Dirigente      |
| ---- | ------------------------------------- | -------------- |
| 2015 | Soledad                               | Pablo Moreno   |
| 2013 | Un Dios prohibido                     | Pablo Moreno   |
| 2011 | De tu ventana a la mía                | Paula Ortiz    |
| 2011 | ¿Qué os parece si me pongo el pijama? | Miguel Bardem  |
| 2010 | Inmortal                              | Alvaro Moriano |
| 2009 | Ondas                                 | Fernando Vera  |